# 아리랑 (1936년 영화)
《아리랑 3》은 한국에서 제작된 나운규 감독의 1936년 영화이다. 나운규 등이 주연으로 출연하였고 차상은 등이 제작에 참여하였다.
1936년 5월 15일에 개봉되었으며, 한양영화사(漢陽映畵社)가 제작했다. 나운규의 재기작(再起作)이기도 한 이 영화에서 춘사(春史)는 이필우와 더불어 한국 최초의 발성영화의 기획·제작에 들어갔으나, 서로 뜻이 달라 헤어진 후 나운규가 완성을 하였는데, 녹음관계로 <춘향전>보다 늦게 개봉하여, 최초로 기획했으면서도 '최초'라는 명예를 빼앗긴 작품. 작품의 줄거리――옥에서 풀려나온 영진이는 편안한 나날을 보내다가 어느날 측량기사가 자기 누이동생을 겁탈하려는 것을 목격. 두 사람 사이에 격투가 벌어진다. 이로 인해 영진은 다시 정신병자가 된다 ―― 는 내용으로 사회가 현인(贅人)을 용납 안하는 세태를 풍자한 것이다.

## 출연

### 주연
- 나운규
- 전택이
- 윤봉춘

## 기타
- 조명: 최진

## 같이 보기
- 일제강점기
- 한국 영화